# جون لاسي (لاعب كرة قدم)
جون لاسي (بالإنجليزية: John Lacy)‏ هو لاعب كرة قدم بريطاني في مركز الدفاع، ولد في 14 أغسطس 1951 في ليفربول في المملكة المتحدة. لعب مع توتنهام هوتسبير وكريستال بالاس ونادي فولهام.